# Diurodrilus
Bei der Gattung Diurodrilus, die gleichzeitig die monogenerische Familie Diurodrilidae bildet, handelt es sich um eine Gruppe winziger, im Sandlückensystem lebender und sich von Bakterien ernährender Ringelwürmer, die in Meeren weltweit zu finden sind.

## Merkmale
Die Diurodrilidae sind stets weniger als 0,5 mm lang. An ihrem madenförmigen Körper sitzen weder Parapodien noch Borsten, doch besitzen sie an ihrem Pygidium am Ende des Körpers als einzige Körperanhänge ein Paar kurze „Afterzehen“ mit Klebdrüsen und Muskeln. Der Körper der Diurodrilidae ist gegliedert in ein Prostomium, dem jegliche Anhänge fehlen, ein Peristomium, fünf undeutliche Rumpfsegmente und ein Pygidium. Ventral ist ein muskulöser Pharynx vorhanden, vor diesem eine Praepharyngealdrüse und hinter diesem zwei Speicheldrüsen (Oesophagealdrüsen), während jegliche Kiefer und Zähne fehlen. Der Körper ist mit einer Cuticula bedeckt, die bei manchen Arten stellenweise verdickt ist und so Plattenmuster bildet, die eine Artbestimmung ermöglichen. Bewimperung gibt es in Form einzelner Flecken oder Querreihen, ebenso auch Ciliophoren, artspezifisch angeordnete spezialisierte Flächen mit Wimpern. Ein Blutgefäßsystem fehlt, doch sind segmentweise Protonephridien vorhanden.
Die Diurodrilidae bewegen sich durch die Ciliophoren an ihrem Rumpf rasch fort. Klebdrüsen am Prostomium und an den „Afterzehen“ produzieren sowohl Klebstoff als auch Körnchen, welche die Klebwirkung wieder aufheben.

## Entwicklungszyklus
Die Diurodrilidae sind getrenntgeschlechtlich, doch ist über ihre Fortpflanzungsbiologie wenig bekannt. Es gibt offensichtlich innere Befruchtung, denn in eiertragenden Weibchen wurden beim größten Ei zahlreiche Spermien beobachtet. Die Paarung ist bisher nicht beobachtet worden, doch könnten die Haftorgane am Pygidium auch beim Geschlechtsakt eine Rolle spielen. Die Spermien der Diurodrilidae haben ein riesiges Akrosom und einen Zellkern, der sich im Hals zwischen den Mitochondrien befindet.

## Systematik
Die Typusart Diurodrilus minimus wurde 1925 von Adolf Remane gleichzeitig mit der damals noch monotypischen Gattung Diurodrilus beschrieben. Inzwischen sind sechs Arten aus dem Atlantischen und dem Pazifischen Ozean bekannt, davon zwei von den Küsten Neuseelands und eine von der australischen Küste von Queensland. Die Gattung wurde von Remane zunächst in die Familie Dinophilidae gestellt. Von Gregory Rouse und Fredrik Pleijel wurde sie mit diesen zu den Dorvilleidae gezählt. Reinhardt Kristensen und Tonny Niilonen erhoben 1982 die Gattung zur monogenerischen Familie Diurodrilidae, ohne ihren phylogenetischen Status zu klären. Auf Grund ihrer mikroanatomischen Untersuchungen stellten Kristensen und Eibye-Jacobsen 1995 die Zugehörigkeit der Diurodrilidae zu den Ringelwürmern in Frage. In ihren molekulargenetischen Arbeiten kamen Anja Golombek, Sarah Tobergte und andere 2013 beziehungsweise Torsten Hugo Struck, Anja Golombek und andere 2015 zu Schluss, dass die Diurodrilidae sehr wohl Ringelwürmer sind, und stellten sie in die Klade Orbiniida, ein gemeinsames Taxon mit den Nerillidae, Dinophilidae, Orbiniidae und Parergodrilidae, die sich in Anpassung an die engen Sandlückensysteme durch Progenese zu den heutigen Zwergformen entwickelt haben.

## Gattungen
Zur Gattung Diurodrilus gehören folgende sechs Arten:
- Diurodrilus minimus Remane, 1925
- Diurodrilus subterraneus Remane, 1934
- Diurodrilus benazzii Gerlach, 1952
- Diurodrilus dohrni Gerlach, 1953
- Diurodrilus ankeli Ax, 1967
- Diurodrilus westheidei Kristensen & Niilonen, 1982